# Stanak
Stanak es el nombre más utilizado para referirse a la asamblea de la nobleza en la Bosnia medieval. 
La asamblea también se conocía como Rusag (de la palabra húngara orszag, que significa "país"), Zbor, Sva Bosna (que significa "Toda Bosnia") o simplemente Bosna, y los funcionarios de la República de Ragusa emplean varios términos latinos. El registro más antiguo del término Stanak se encuentra en una carta de Tvrtko I en 1354.
La asamblea de todos los knez bosnios, desde magnates hasta pequeños señores, eran conocidos colectivamente como vlastela, disfrutaban del derecho a participar en las sesiones del Stanak, pero la máxima autoridad pertenecía a la más alta nobleza.
El Stanak era convocado cuando se requería, generalmente por el gobernante, quien lo presidía y dirigía sus sesiones.
Si el rey era varón, su esposa podía asistir, pero sus hijos no.
El clero de la Iglesia bogomila bosnia no pertenecía a la vlastela, por lo que no podía asistir a la asamblea de nobles, pero podía influir en la toma de decisiones a través de los nobles asociados con él.
Los altos nobles del país convocaron al Stanak cuando el país experimentaba problemas internos mayores, como una crisis de sucesión o la destitución del gobernante. Normalmente, la asamblea se reunía donde el monarca celebraba la corte: en Mile, Milodraž, Bobovac, Kraljeva Sutjeska y Jajce.
El Stanak disfrutaba de gran poder y autoridad; deliberó sobre asuntos como la elección del nuevo rey y la coronación, política exterior, venta o cesión de territorio, contratación y firma de tratados con países vecinos y asuntos militares. Las cartas emitidas por los monarcas reflejaban las decisiones tomadas por Stanak; a medida que el poder real se debilitaba, aumentaba el de Stanak. Su influencia alcanzó su punto máximo entre las décadas de 1390 y 1420. 
En este tiempo, en 1394, la asamblea reunida en Mile eligió como monarca a Helena de Bosnia, esposa del anterior rey: Tvrtko I. Esta asamblea fue una señal de que la nobleza bosnia estaba unida, por lo que Segismundo de Hungría decidió no invadir Bosnia y enfocarse en la campaña contra los otomanos.
La existencia y el poder del Stanak ha sido interpretado como una unidad de sentimiento y pertenencia de los bosnios (principalmente por eruditos yugoslavos). Sin embargo, si lo comparamos con asambleas parecidas en Europa, estas asambleas reflejan la debilidad del monarca, producto del sistema feudal.